# Paul von Krenski
Paul Karl Anton von Krenski (* 8. August 1827 in Frankenstein in Schlesien; † 27. Dezember 1885 in Rudolstadt) war ein preußischer Generalmajor und Kommandeur der 6. Feldartillerie-Brigade.

## Leben

### Herkunft
Paul war ein Sohn des preußischen Majors Theodor von Krenski (* 1770) und dessen Ehefrau Mathilde Elisabeth, geborene Creutier (1794–1847).

### Militärkarriere
Nach dem Besuch der Kadettenhäuser in Wahlstatt und Berlin wurde Krenski am 4. Juli 1844 als Sekondeleutnant der Garde-Artillerie-Brigade der Preußischen Armee überwiesen. Zur weiteren Ausbildung absolvierte er ab Oktober 1845 für zwei Jahre die Vereinigte Artillerie- und Ingenieurschule. 1848 nahm er an der Niederschlagung der Märzrevolution in Berlin teil und wurde im Jahr darauf als Batteriechef zur Schleswig-Holsteinischen Armee kommandiert. In dieser Eigenschaft nahm er während des Krieges gegen Dänemark an den Gefechten bei Fridericia, Kolding sowie Gudsoe teil und erhielt für sein Wirken den Roten Adlerorden IV. Klasse mit Schwertern.
Im Oktober 1852 wurde Krenski als Lehrer der Seekadetten auf das Schulschiff Mercur kommandiert und nahm an einer Reise nach Westafrika und Südamerika teil. Nach seiner Rückkehr erfolgte seine kurzzeitige Kommandierung zur Allgemeinen Kriegsschule, bevor er am 15. November 1853 unter Beförderung zum Premierleutnant in das 6. Artillerie-Regiment nach Breslau versetzt wurde. Am 4. Juni 1857 avancierte Krenski zum Hauptmann im 2. Artillerie-Regiment und wurde zugleich als Adjutant der Generalinspektion der Artillerie sowie als Lehrer an der Allgemeinen Kriegsschule kommandiert. Daran schloss sich am 23. April 1863 seine Versetzung in den Generalstab des IV. Armee-Korps nach Magdeburg und am 22. September 1863 die Beförderung zum Major an. Als solcher war er 1866 während des Krieges gegen Österreich im Generalstab der 7. Infanterie-Division tätig und konnte sich in den Schlachten bei Münchengrätz und Königgrätz sowie bei Blumenau bewähren, sodass ihm auf Veranlassung seines Kommandeurs Generalleutnant von Fransecky der Orden Pour le Mérite verliehen wurde.
Nach dem Prager Frieden kehrte Krenski Mitte September 1866 in den Generalstab des IV. Armee-Korps zurück und avancierte am 31. Dezember 1866 mit Patent vom 30. Oktober 1866 zum Oberstleutnant. Am 17. Januar 1867 wurde er in diplomatischer Mission nach Serbien und mit einem besonderen Auftrag von König Wilhelm I. nach Rumänien entsandt. Der regierende Fürst Karl war ein Hohenzollern. Kurzzeitig war Krenski Anfang Juli 1867 zur Vertretung des Chefs des Generalstabes des V. Armee-Korps kommandiert, bevor man ihn Ende des Monats mit der Wahrnehmung der Geschäfte beauftragte und am 16. Mai 1868 zum Chef des Stabes ernannt. Unter Entbindung von dieser Stellung wurde er am 10. September 1868 dem Generalstab der Armee aggregiert und zunächst für zwei Monate nach Bukarest beurlaubt, der sich bis Ende März 1869 verlängerte. Dort sollte er die Rumänische Armee organisieren. Nach seiner Rückkehr wurde Krenski am 13. Mai 1869 zum Kommandeur des Brandenburgischen Feldartillerie-Regiments Nr. 3 (General-Feldzeugmeister) in Jüterbog ernannt.
Mit der Mobilmachung anlässlich des Krieges gegen Frankreich wurde er am 18. Juli 1870 dem Generalstab der Armee aggregiert und als Chef des Generalstabes der Armeeabteilung des Großherzogs von Mecklenburg-Schwerin verwendet sowie am 26. Juli 1870 zum Oberst befördert. Während des Feldzuges nahm Krenski an den Belagerungen von Metz, Toul und Paris sowie an den Schlachten bei Loigny, Orleans und Beaugency teil. Vom 2. Januar bis zum 25. März 1871 war er Führer der Detachements vor Longwy und Langres.
Ausgezeichnet mit beiden Klassen des Eisernen Kreuzes und des Mecklenburgischen Militärverdienstkreuzes sowie des Großkomtur des Hausordens der Wendischen Krone mit Schwertern kehrte Krenski am 25. März 1871 in seine Friedensstellung als Regimentskommandeur nach Jüterbog zurück. Unter Stellung à la suite war er vom 30. November 1872 bis zum 29. April 1874 Kommandeur der 7. Feldartillerie-Brigade in Münster. Anschließend wurde Krenski à la suite der Armee gestellt und als Kommandeur der 13. Feldartillerie-Brigade nach Württemberg kommandiert. In dieser Stellung stieg er am 2. Mai 1874 zum Generalmajor auf. Unter Entbindung von seinem Kommando nach Württemberg wurde er am 15. September 1876 als Kommandeur der 6. Feldartillerie-Brigade nach Breslau versetzt und im selben Monat mit dem Roten Adlerorden II. Klasse mit Eichenlaub und Schwertern am Ringe ausgezeichnet. Der württembergische König Karl würdigte ihn durch die Verleihung des Großkreuzes des Friedrichs-Ordens. Am 2. Februar 1878 wurde er mit Pension zur Disposition gestellt. Er starb am 27. Dezember 1885 in Rudolstadt.

### Familie
Krenski heiratete am 25. September 1858 in der Berliner St. Marien-Kirche Elisabeth von Prittwitz und Gaffron (1834–1899), eine Tochter des Generals der Infanterie Moritz von Pritwitz. Aus der Ehe gingen die Tochter Cordula (* 1859) und der Sohn Walter (1864–1939) hervor, der ebenfalls preußischer Generalmajor wurde.